# Осыково (Кировоградская область)
Осыково (укр. Осикове) — село в Тишковской сельской общине Новоукраинского района Кировоградской области Украины.
До 2020 года входило в Добровеличковский район
Население по переписи 2001 года составляло 8 человек. Почтовый индекс — 27010. Телефонный код — 5253. Занимает площадь 0,432 км². Код КОАТУУ — 3521781006.